# Ben Nevis

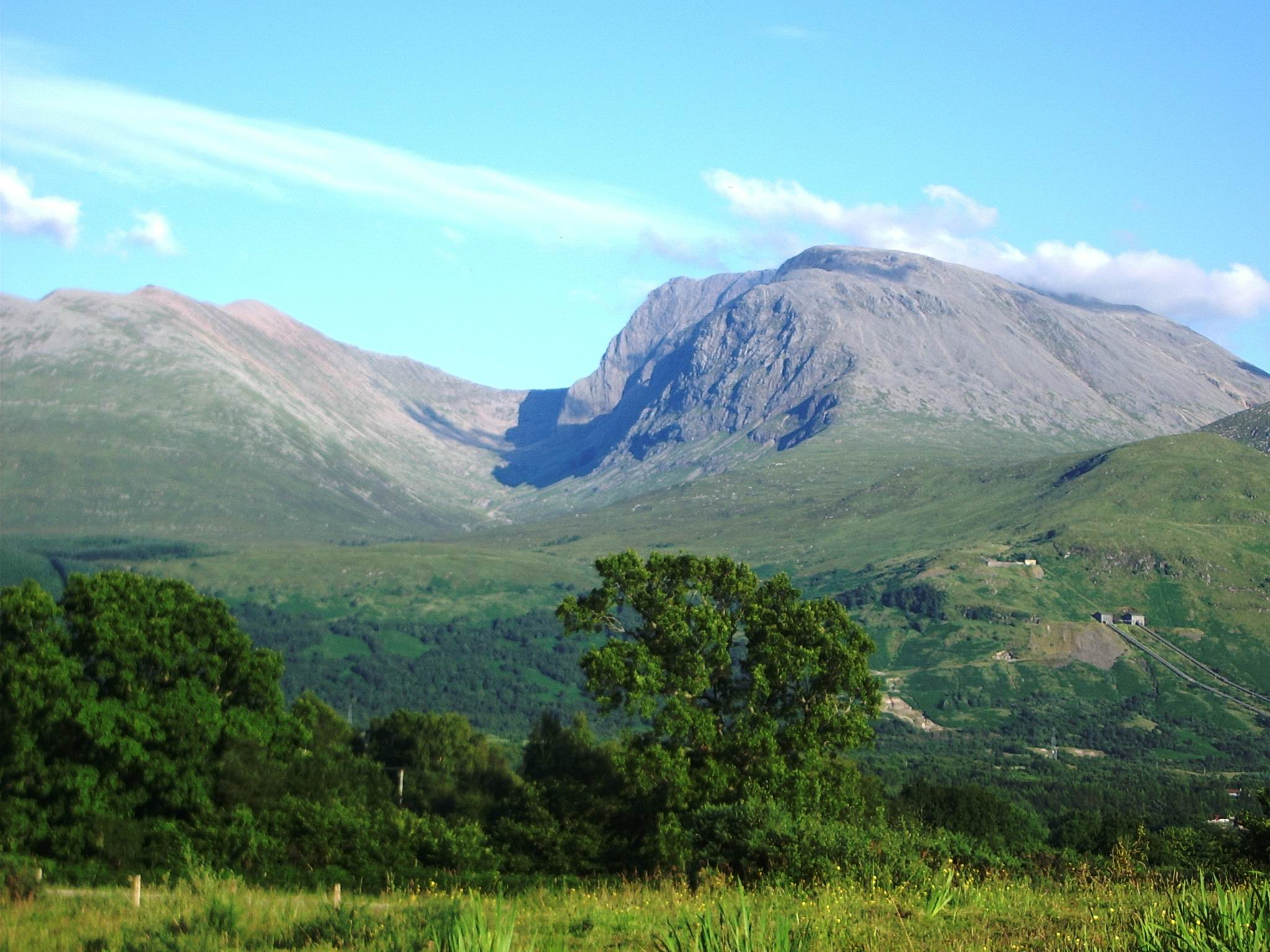
El Ben Nevis vist de Banavie. El cim és al darrere i a l'esquerra del punt que sembla més alt a la fotografia.

Ben Nevis (Beinn Nibheis, en gaèlic escocès, és el cim més alt d'Escòcia (1.344 m) i també de les Illes Britàniques.
Està situat a l'oest d'Escòcia, prop de Fort William, i és conegut per les nombroses vies d'escalada en roca i gel. Està coronat per una zona relativament plana voltada de penya-segats excepte per un extrem, cosa que en fa perillós el descens del cim en cas de boira.
La muntanya és una destinació popular, que atreu unes 130.000 ascensions a l'any, aproximadament tres quartes parts dels quals utilitzen la pista de muntanya de Glen Nevis.
El cim, que és la cúpula col·lapsada d'un antic volcà, presenta les ruïnes d'un observatori que es va ocupar contínuament entre 1883 i 1904. La meteorologia i les dades recollides durant aquest període encara són importants per entendre el clima de les muntanyes escoceses. C. T. R. Wilson s'hi va inspirar per inventar la Cambra de boira després d'un període de treball a l'observatori. Per aquest invent rebé el Premi Nobel de Física del 1927.
La vista des del punt més alt del Regne Unit és àmplia. En condicions ideals, es pot estendre a més de 190 quilometres (120 mi), incloses muntanyes com els Torridon Hills, Morven a Caithness, Lochnagar, Ben Lomond, Barra Head i a Knocklayd al Comtat d'Antrim, Irlanda del Nord.

## Història
El primer ascens registrat del Ben Nevis va ser realitzat el 17 d'agost de 1771 per James Robertson, un botànic d'Edimburg que es trobava a la regió recol·lectant espècimens botànics. Un altre ascens va ser realitzat el 1774 per John Williams, qui va proporcionar el primer informe de l'estructura geològica de la muntanya.
L'observatori al cim va ser construït a l'estiu de 1883, i va romandre operatiu durant 21 anys. La primera ruta d'ascens va ser construïda al mateix temps que l'observatori i va ser dissenyada per permetre que els ponis poguessin transportar materials per ella. La inauguració de la ruta i l'observatori van convertir l'ascens del Ben cada cop més popular, sobretot després de l'arribada dels ferrocarrils de West Higland a Fort William el 1894.
L'any 2000, la finca de Ben Nevis, que comprenia tot el vessant sud de la muntanya, inclòs el cim, va ser comprada per l'organització benèfica escocesa de conservació John Muir Trust.
El 2016, l'Ordnance Survey va mesurar oficialment l'alçada de Ben Nevis a 1344,527 m. Per tant, l'alçada de Ben Nevis es mostrarà als nous mapes d'Ordnance Survey com a 1.344,52 metres en comptes del valor ara obsolet de 1.344 m.